# 阿巴卡诺沃农村居民点
阿巴卡诺沃农村居民点（俄语：Абакановское сельское поселение）是俄罗斯联邦沃洛格达州切列波韦茨区所属的一个农村居民点。其下辖有49个居民点，行政中心为阿巴卡诺沃。据2015年统计，该农村居民点的人口为2740人。